# Brida
Brida (în arabă بريدة) este o comună din provincia Laghouat, Algeria.
Populația comunei este de 6.395 de locuitori (2008).